# یواس‌اس چانسی (دی‌دی-۲۹۶)
یواس‌اس چانسی (دی‌دی-۲۹۶) (به انگلیسی: USS Chauncey (DD-296)) یک کشتی بود که طول آن ۳۱۴ فوت ۴ اینچ (۹۵٫۸ متر) بود. این کشتی در سال ۱۹۱۸ ساخته شد.